# Michalina Tatarkówna-Majkowska
Michalina Tatarkówna-Majkowska, Tatarek-Majkowska (ur. 22 września 1908 w Nowych Chojnach, zm. 19 lutego 1986) – polska działaczka partii komunistycznych, posłanka na Sejm PRL I, II, III i IV kadencji, I sekretarz Komitetu Łódzkiego i członkini Komitetu Centralnego PZPR. Budowniczyni Polski Ludowej.

## Życiorys
Z zawodu była tkaczką, od lipca 1923 pracowała w Widzewskiej Manufakturze. W latach 1927–1934 była członkinią Komunistycznego Związku Młodzieży Polski, a w latach 1934–1938 Komunistycznej Partii Polski. 

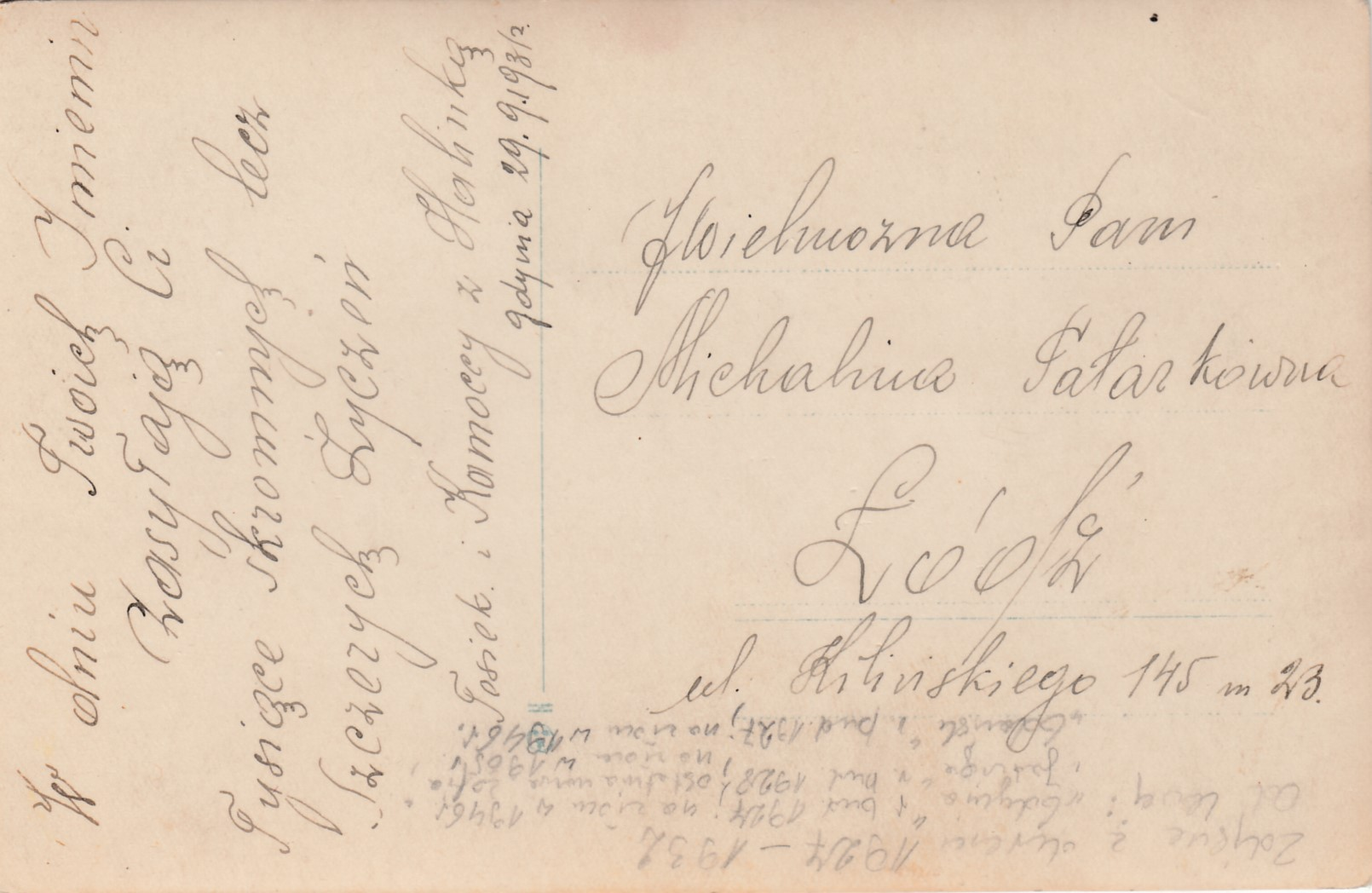
Pocztówka z życzeniami imienionowymi dla M. Tatarkówny-Majkowskiej i jej ówczesnym adresem zamieszkania z września 1932

Podczas II wojny światowej nie prowadziła aktywnej działalności politycznej.
21 stycznia 1945 wstąpiła do Polskiej Partii Robotniczej. W latach 1945–1947 była I sekretarzem Komitetu Dzielnicowego PPR Łódź-Widzew i członkiem Komitetu Miejskiego partii (od 1946 Komitetu Łódzkiego, mającego rangę wojewódzkiego). Od 1947 do 1948 była zastępcą członka KŁ i instruktorem jego Wydziału Organizacyjnego. Następnie do 1949 pełniła tę funkcję w Polskiej Zjednoczonej Partii Robotniczej, w której zjeździe założycielskim w grudniu 1948 uczestniczyła. W latach 1949–1950 była I sekretarzem Komitetu Dzielnicowego PZPR Łódź-Staromiejska, następnie do 1951 sekretarzem organizacyjnym Komitetu Wojewódzkiego w Łodzi. W 1951 podjęła naukę w Szkole Partyjnej przy KC PZPR w latach 1953–1955 jego I sekretarzem, a następnie – do 1964 – I sekretarzem KŁ PZPR. Od 17 marca 1954 do 28 lipca 1956 była równocześnie zastępcą członka, a od 28 lipca 1956 członkiem Komitetu Centralnego PZPR. Zaliczana do „puławian” podczas walki o władzę w kierownictwie PZPR w latach pięćdziesiątych. W latach 1952–1969 była posłanką na Sejm PRL czterech kadencji. Zasiadała także w Ogólnopolskim Komitecie Frontu Jedności Narodu.
W 1965 oficjalnie na własną prośbę przeszła na emeryturę. W rzeczywistości została zmuszona do wycofania się ze wszelkiej działalności politycznej w wyniku konfliktu z Władysławem Gomułką na tle rozbieżnych koncepcji realizacji zasad gospodarki socjalistycznej na poziomie robotnika. Między innymi dążyła do likwidacji III zmiany w przemyśle włókienniczym oraz nie zgodziła się na realizację w Łodzi wielorodzinnego budownictwa mieszkaniowego w wersji wyjątkowo oszczędnej, zastosowanej w Gdańsku.

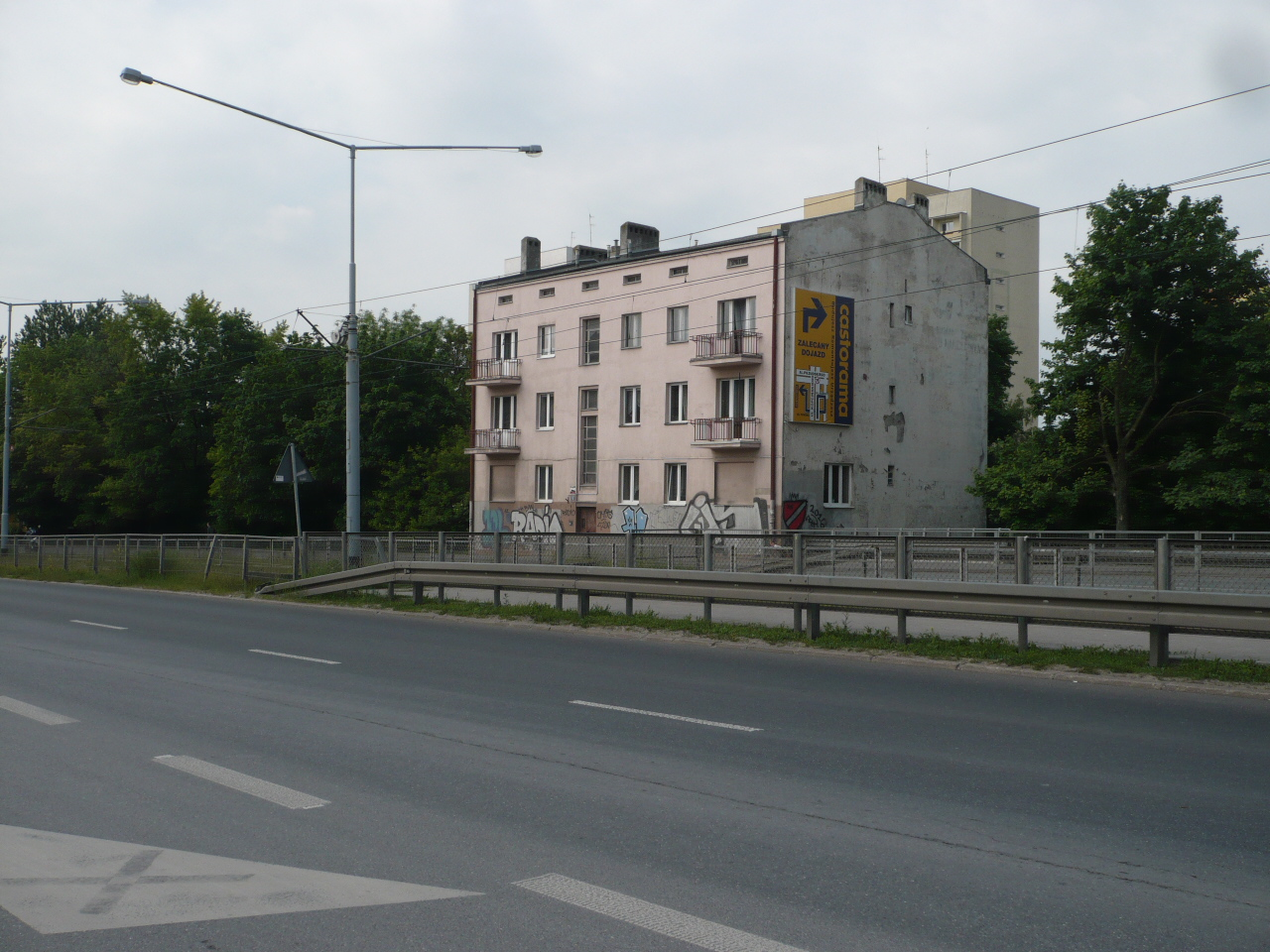
Dom przy ul. Kopcińskiego 57 w Łodzi, w którym Michalina Tatarkówna-Majkowska mieszkała do śmierci

Jednym z jej znaczących osiągnięć w Łodzi jest przeprowadzenie realizacji mauzoleum radogoskiego na terenie byłego więzienia policyjnego, miejsca masakry więźniów w przeddzień zakończenia okupacji niemieckiej w Łodzi 19 stycznia 1945.
Na emeryturze udzielała się w oddziale łódzkim Towarzystwa Przyjaciół Dzieci, na rzecz którego testamentem przekazała swoje mieszkanie przy ulicy doktora Stefana Kopcińskiego 57 wraz z całym pozostałym w nim majątkiem (a także dwie działki: w Żabiczkach koło Konstantynowa Łódzkiego oraz w Grotnikach). Przedmioty typu historycznego (dokumenty, zdjęcia) przekazała do zbiorów Muzeum Tradycji Niepodległościowych w Łodzi.
W okresie sprawowania funkcji I sekretarza Komitetu Wojewódzkiego PZPR była osobą niezwykle popularną i poważaną w mieście. Znana była z ogromnego wyczulenia na krzywdę ludzką. Była synonimem „ostatniej instancji” w sprawach trudnych; popularnym w tym czasie w Łodzi było powiedzenie: „idź/napisz do Tatarkówny, ona ci pomoże”.
Została pochowana z honorami państwowymi 24 lutego 1986 na cmentarzu komunalnym na Zarzewie w Łodzi. W pogrzebie uczestniczyło kilka tysięcy osób. Obecni byli m.in. członek Biura Politycznego KC PZPR, I sekretarz Komitetu Łódzkiego Tadeusz Czechowicz, przewodniczący Rady Narodowej miasta Łodzi prof. Mieczysław Serwiński, prezydent Łodzi Jarosław Pietrzyk oraz minister budownictwa, gospodarki przestrzennej i komunalnej Józef Niewiadomski.

## Życie prywatne
Urodziła się w rodzinie Marcina Tatarka (1884–1938), działacza KPP, i jego pierwszej żony Rozalii z Fiszerowiczów (1885–1911). W 1946 wyszła za Karola Majkowskiego (1913–1980), ekonomistę, działacza PPR i PZPR, radnego Rady Narodowej miasta Łodzi. Nie mieli dzieci.

## Ordery i odznaczenia
- Order Budowniczych Polski Ludowej (1960)[10]
- Order Sztandaru Pracy I klasy
- Krzyż Kawalerski Orderu Odrodzenia Polski
- Złoty Krzyż Zasługi
- Srebrny Krzyż Zasługi (8 maja 1946)[11]
- Medal „Za zasługi dla obronności kraju”
- Honorowa Odznaka Miasta Łodzi (19 stycznia 1960)[12][13]

## Upamiętnienie i kontrowersje
W lutym 2005 kontrowersje wśród radnych opozycji prawicowej wzbudziła decyzja Rady Miasta Łodzi, która głosami radnych lewicowych nadała imię Michaliny Tatarkówny-Majkowskiej jednej z ulic miasta na osiedlu Andrzejów. Wśród argumentów za tą kandydaturą wymieniano m.in. zasługi w rozwoju łódzkiego budownictwa mieszkaniowego oraz jej zdecydowaną postawę przeciwną przemianowaniu ulicy Piotrkowskiej na ulicę Józefa Stalina. W grudniu 2017 łódzki wojewoda Zbigniew Rau podjął, na podstawie tzw. ustawy dekomunizacyjnej, decyzję o zmianie nazwy ulicy Tatarkówny-Majkowskiej i nadaniu jej imienia Anny Walentynowicz.
W październiku 2017 miała miejsce prezentacja biografii Michaliny Tatarkówny-Majkowskiej Czerwona Michalina. Prządka-działaczka-łodzianka, autorstwa łódzkiego historyka – Piotra Ossowskiego.

### Audycje
- Legenda mojego dzieciństwa. Rzecz o Tatarkównie-Majkowskiej. Audycja dokumentalna (30 minut) – Radio Łódź